# Monte Halla
Il monte Halla (한라산?, 漢拏山?, HallasanLR) è un vulcano e la cima più elevata della Corea del Sud, situato al centro dell'isola di Jeju. Insieme a Jirisan e al Monte Seorak, è considerato uno dei tre monti principali del paese e, con l'area circostante, è designato come parco nazionale.

## Geologia e geografia
Il Monte Halla è un grande vulcano a scudo che costituisce la maggior parte dell'isola di Jeju. L'intera isola si è infatti formata da materiale vulcanico eruttato, a partire da circa 2 milioni di anni fa, dalla piattaforma continentale situata 100 metri al di sotto del livello del mare. Circa 1,2 milioni di anni fa si era ormai formata una camera magmatica e nel corso di successive continue eruzioni, l'isola è emersa dal mare e si è elevata fino a raggiungere l'altezza di 1950 metri, modellata da erosione ed agenti atmosferici.
La cima del vulcano è occupato da un largo cratere, all'interno della quale si trova un lago chiamato Baengnokdam (백록담?, 白鹿潭?), ovvero "lago del cervo bianco". I fianchi del vulcano sono costellati da 368 coni eruttivi minori, chiamati oreum (오름?) nel dialetto locale, il che rende il Monte Halla il vulcano con il maggior numero di coni secondari al mondo. Tra questi, alcuni sono piccoli coni di scorie o duomi di lava di varia dimensione, ma si trovano anche venti anelli di tufo vicino e al largo delle coste dell'isola, formati in seguito ad eruzioni di tipo freatico.
L'ultima eruzione maggiore del Monte Halla è avvenuta intorno al 3000 a.C., mentre l'ultima attività minore dei coni laterali risale al 1007. Non è del tutto chiaro se il vulcano sia ancora attivo o già estinto.
L'attività vulcanica del Monte Halla ha creato una fitta rete di tunnel di lava, all'interno della quale scorreva il magma, che percorrono l'intera isola. Alcune di queste grotte sono tra le più grandi al mondo nel loro genere, come i tunnel di lava tunnel di lava Manjanggul e quello legato al cono secondario di Geomunoreum, formatisi centinaia di migliaia di anni fa e lunghi vari chilometri. Dal 2007, l'intero sistema vulcanico del Monte Halla è stato dichiarato dall'UNESCO patrimonio dell'umanità come isola vulcanica di Jeju e tunnel di lava.

## Ecosistema
L'isola di Jeju si trova nella regione temperata che include anche il Fiume Azzurro in Cina e il Giappone sudoccidentale. Isolato dalla massa continentale asiatica per lungo tempo, il Monte Halla (con l'intera isola di Jeju) ha sviluppato un suo ecosistema unico e, a causa della variazione di temperatura tra l'area costiera e la zona di elevazione maggiore, anche molto differenziato. Oltre 1800 specie di piante e 4000 specie animali (di cui 3300 specie di insetti) abitano nell'area del Monte Halla. Tra queste, ci sono 33 specie di piante artiche e di montagna che sono endemiche all'isola di Jeju e si trovano esclusivamente nelle aree più elevate del vulcano.

### Foresta di Gotjawal
Lungo le pendici del Monte Halla si trova la Foresta di Gotjawal, un'area boschiva naturale che fa parte della più ampia ecoregione delle foreste sempreverdi della Corea del Sud. La foresta è sorta in una zona rocciosa e in un terreno vulcanico che è stato attraversato da diversi fiumi di lava durante le numerose eruzioni del Monte Halla nel corso di svariati millenni. Dato che il terreno risulta non arabile e di difficile sviluppo, la Foresta di Gotjawal è restata sostanzialmente inalterata dall'uomo fino al ventesimo secolo inoltrato e il suo ecosistema costituisce l'habitat di diverse specie di piante e animali, alcune delle quali endemiche, rare e a rischio di estinzione.

## Escursionismo

### Percorsi di escursione
I fianchi del Monte Halla sono attraversabili tramite i seguenti percorsi di escursione che fanno parte del parco nazionale che circonda il vulcano:
- Percorso Eorimok (어리목 탐방로?) - 4,7 km
- Percorso Yeongsil (영실 탐방로?) - 3,7 km
- Percorso Gwaneumsa (관음사 탐방로?) - 8,7 km
- Percorso Seongpanak (성판악 탐방로?) - 9,6 km
- Percorso Donnaeko (돈내코 탐방로?) - 9,1 km
- Percorso Eoseungsaengak (어승생악 탐방로?) - 1,3 km
- Percorso Seokguram (석굴암 탐방로?) - 1,5 km

Tra questi, solo i percorsi Gwaneumsa e Seongpanak portano fino alla vetta del vulcano.

### Tempio Gwaneumsa
Sulle pendici nordorientali del Monte Halla si trova il tempio buddhista Gwaneumsa, che si trova lungo l'omonimo percorso di escursione. Il tempio originale era il più antico sull'isola di Jeju e la sua costruzione potrebbe risalire a prima dell'XI secolo, ma la sua età esatta non è chiara. Questo primo tempio fu poi distrutto nel diciottesimo secolo, e ricostruito nel 1912, per poi essere restaurato nel 1964.